# Reflexivní relace
V logice a matematice se binární relace R na množině X nazývá reflexivní, pokud pro každé a z X platí, že a je v relaci se sebou samým.
Formálně zapsáno:
{\displaystyle \forall a\in X,\ aRa}
Například „je větší nebo rovno“ je reflexivní relace, ale „je větší než“ reflexivní není.
Dalšími příklady reflexivních relací jsou:
- „je rovno“
- „je podmnožinou“
- „je větší nebo rovno“
- „dělí“ (dělitelnost)

Reflexivní relace, která je zároveň tranzitivní, se nazývá kvaziuspořádání. Kvaziuspořádání, které je slabě antisymetrické, se nazývá uspořádání. Kvaziuspořádání, které je symetrické, je relace ekvivalence.
Výraz
{\displaystyle \forall a\in X,\ a=a}
se v některých systémech nazývá axiom rovnosti.